# Junilistan
Junilistan je švédská politická strana, založená v roce 2004, která byla po jedno období zastoupena v Evropském parlamentu. Strana je nečinná od roku 2014, kdy se ujal funkce šéfa strany Jörgen Appelgren, který vystřídal Birgittu Swedenborgovou.
Strana byla kritická k Evropské unii. Její název vychází ze skutečnosti, že strana byla založena před volbami do Evropského parlamentu v červnu 2004 a tehdy se skládala pouze z lidí uvedených na kandidátce do těchto voleb. Ve volbách do Evropského parlamentu v červnu 2004 se stala ve Švédsku třetí největší stranou se 14,5 procenty hlasů, čímž získala tři mandáty.
Ve volbách do Evropského parlamentu v roce 2009 stranu vedl Sören Wibe, ale strana získala pouze 3,6 % hlasů a parlament tak opustila. Wibe nečekaně v roce 2010 zemřel a strana činnost přerušila; v únoru 2014 před nastávajícími volbami do Evropského parlamentu v roce 2014 ji obnovila s novou kandidátkou vedenou Jörgenem Appelgrenem. Nebylo ale dosaženo více než 0,3 % hlasů a dne 27. října 2014 strana na svých webových stránkách uvedla, že opět svou činnost přerušila.